# Lahcen Saber
Pour les articles homonymes, voir Saber.
Lahcen Saber, né le 1er janvier 1990 à Fès, est un coureur cycliste marocain. 

## Biographie
En 2011, Lahcen Saber devient vice-champion du Maroc du contre-la-montre espoirs (moins de 23 ans),. Deux ans plus tard, il représente son pays aux Jeux méditerranéens, aux Jeux de la Francophonie et aux championnats d'Afrique. Il est également sélectionné pour disputer les championnats du monde de Florence.
En 2014, il termine notamment dixième du Tour du Maroc et du Tour du Rwanda. L'année suivante, il s'impose sur une épreuve du Challenge des phosphates. Il se classe par ailleurs troisième d'une étape du Grand Prix Chantal Biya, huitième du Sharjah Tour ou neuvième du Tour du Faso. Lors des championnats d'Afrique de 2016, il décroche la médaille de bronze dans le contre-la-montre par équipes, avec ses coéquipiers marocains. Il continue ensuite à briller dans le circuit continental de l'UCI en finissant septième du Tour du Cameroun en 2017, ou encore treizième de la Tropicalr Amissa Bongo en 2018. 

## Palmarès et résultats

### Par année
- 2011
  - 2e du championnat du Maroc du contre-la-montre espoirs
- 2015
  - Challenge des phosphates - Grand Prix de Ben Guerir
  - 2e du Challenge des phosphates - Grand Prix de Youssoufia
- 2016
  -  Médaillé de bronze du championnat d'Afrique du contre-la-montre par équipes
- 2022
  - 3e du Trophée princier
- 2023
  - 4e étape du Tour du Sahel
- 2024
  - 2e du Tour du Mali

### Classements mondiaux
| Année                                 | 2011 | 2012 | 2013 | 2014 | 2015 | 2016  | 2017  | 2018  | 2019 | 2020 | 2021 | 2022  | 2023  | 2024 |
| ------------------------------------- | ---- | ---- | ---- | ---- | ---- | ----- | ----- | ----- | ---- | ---- | ---- | ----- | ----- | ---- |
| Classement mondial                    |      |      |      |      |      | 2818e | 1953e | 2544e | nc   | nc   | nc   | 1749e | 1225e | 903e |
| UCI Asia Tour                         | nc   | nc   | nc   | nc   | 330e | nc    | nc    | nc    |      |      |      |       |       |      |
| UCI Africa Tour                       | 179e | nc   | 79e  | 218e | 15e  | 253e  | 157e  | 185e  | nc   | nc   | nc   | 100e  | 68e   | 57e  |
|                                       |      |      |      |      |      |       |       |       |      |      |      |       |       |      |
| Légende : nc = non classéSource : UCI |      |      |      |      |      |       |       |       |      |      |      |       |       |      |